# José Ignacio Távara
José Ignacio Távara Renovales fue un abogado y político peruano.
Nació en Lima, Perú, en 1841. Cuarto hijo de Juan Antonio Távara Andrade y Flora Renovales. Su padre fue el primer presidente de la Cámara de Diputados del Perú y formaba una de las principales familias de la entonces provincia de Piura. Estudio jurisprudencia en la Universidad de San Marcos, titulándose como abogado.
En 1868 fue elegido diputado por la provincia de Ayabaca del departamento de Piura siendo reelegido en 1872.
Durante la guerra del Pacífico, participó en la defensa de la ciudad de Lima en enero de 1881. Durante el segundo gobierno de Nicolás de Piérola, el presidente lo nombró el 27 de enero de 1896 miembro del Consejo Gubernativo y en 1897 fiscal suplente de la Corte Suprema de Justicia.
Falleció en Lima en 1912.